# Mohamed Ali Nafkha
Mohamed Ali Nafkha (Susa, 25 gennaio 1986) è un calciatore tunisino, centrocampista dell'Étoile du Sahel.